# Bright Skies
Bright Skies è un film muto del 1920 diretto da Henry Kolker. Sceneggiato da Sarah Y. Mason da una storia di Burke Jenkins, aveva come interpreti Zasu Pitts, Tom Gallery, Jack Pratt, Kate Price, Edward Delavanti, Jack Braughall.

## Trama

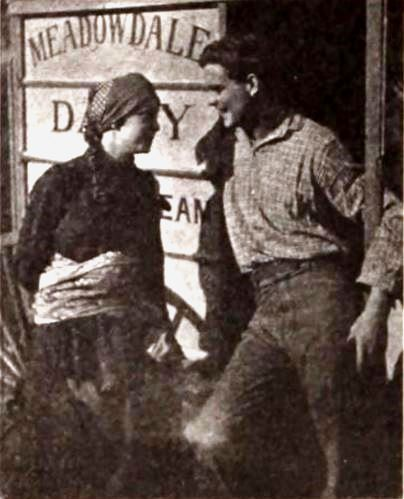
ZaSu Pitts e Tom Gallery

Sally è una ragazza povera che, per vivere, deve lavorare come domestica in una pensione. Ma la sua vita disgraziata è troppo miserabile e, un giorno, la ragazza se ne va via. Conosce così il vecchio Tonio, un suonatore di organetto, con il quale fa amicizia. Si unisce a lui in una vita errabonda che li porta a viaggiare per il paese: mentre lui suona, lei lo accompagna danzando. Un giorno, Sally conosce un giovane contadino, Billy, anche lui senza famiglia. Quando Tonio muore, i due giovani vengono contattati da un investigatore, assunto dal ricco Carnsworth per andare alla ricerca di un figlio sparito da piccolo. Il detective crede di riconoscere in Sally il figlio perduto e lei lascia Billy per poter andare da suo padre. Passa qualche tempo. Sally, che ha ormai perso le tracce di Billy, teme di non riuscire mai più a rivederlo. Carnsworth, però, scopre che il bambino perduto era proprio Billy, che diventa così il suo erede. Ritrovato il ragazzo, la famiglia si ricompone e Billy e Sally, finalmente riuniti, possono ora sposarsi.

## Produzione
Il film fu prodotto dalla Brentwood Film Corporation.

## Distribuzione
Distribuito dalla Robertson-Cole Distributing Corporation, il film uscì nelle sale cinematografiche statunitensi il 4 aprile 1920.
Non si conoscono copie ancora esistenti della pellicola che viene considerata presumibilmente perduta.